# Felip Fulló
Felip Fulló (segle xv i XVI) fou un escultor actiu a Mallorca a inicis del segle xvi. La seva obra més coneguda són els cadirats de la Seu de Mallorca, on es poden observar influències europees, sobretot flamenques i florentines. Va ser contractat per realitzar aquest cadirat el 1514 i va rebre l'ajut de Juan de Salas. Quan Gaudí va reformar la seu, avançà l'altar major fins davall la primera volta del presbiteri i mudà el cadirat del cor, obra de Felip Fulló, des del cor renaixentista, al mig de la nau central, fins als murs laterals de la capella Reial.